# Бен Карамоко
Бенджамин Канти Карамоко (на френски: Benjamin Kantie Karamoko) е котдивоарски футболист, който играе на поста централен защитник. Състезател на Спартак (Варна).

## Кариера
Юношеската кариера на котдивоареца преминава изцяло в академията на Сент Етиен преди да направи своя дебют за "зелените" във френската Лига 1 през 2015 година.
Карамоко обаче така и не успява да се наложи в 10-кратните шампиони на Франция и е пратен под наем във френския Кретей. Бранителят е носил екипите още на норвежките Сарпсборг 08, Олесунс и Хаугесунд и белгийския Шарлероа.
На 10 януари 2023 г. Бен е обявен за ново попълнение на варненския Спартак. Дебютира на 11 февруари при загубата с 1:2 като домакин на Лудогорец.